# Johannes Lundsgaard Wisbech
Johannes Lundsgaard Wisbech (geboren am 31. März 1821 in Kolding; gestorben am 10. März 1887 in Kopenhagen) war ein dänischer Buchbinder, Buchhändler und Verleger.

## Leben
Die Familie Wisbech lebte seit rund 200 Jahren in der Umgebung von Kolding. Wisbech war ein Sohn von Laurits Peter Wisbech (30. September 1790 – 24. August 1837) und dessen Frau Marie Elise (Elisabet, geborene Nyeboe; * 22. Oktober 1842) und der ältere Bruder von Christian H. (Christen Humble[t]) Wisbech (25. Juni 1823 – 15. Oktober 1891), der später für ihn als Buchhalter arbeitete. Er wurde in Hamburg die Buchbinderei und arbeitete bei C. Vogelius in Horsens und später bei S. Meldrup in Kolding. Er übernahm von Meldrup das Inventar und ließ sich am 12. Oktober 1846 als Buchbinder in Kolding nieder, wo er 1853 mit der Veröffentlichung von Wisbechs Almanach dänisch Wisbechs Almanak begann. 1870 wurde er rabattberechtigter Buchhändler und gliederte seinem Geschäft nach und nach eine Buchhandlung, ein Schreibwarengeschäft, eine Leihbücherei und ein Verlagsgeschäft an und baute es zu einer Sortimentsbuchhandlung aus, die er am 1. Januar 1885 an Peter (Andreasen Kaarsberg) Blicher (* 12. Oktober 1857) verkaufte, um mit seinem Verlag nach Kopenhagen zu übersiedeln, wo er jedoch bald darauf starb. Nach seinem Tod führte seine Witwe die Firma zunächst allein und ab dem 1. Januar 1893 gemeinsam mit ihrem Sohn Johannes Lauritz Wisbech als Teilhaber fort, nachdem dieser eine Ausbildung im Ausland absolviert hatte. Ein Schwager übernahm die Buchhaltung bis der Sohn 1896 eine Partnerschaft mit Arnold (Andreas Bull Ahrensen) Busck (29. November 1871 – 1953) einging (Arnold Busck A/S). Nach der Trennung von Busck gründete Wisbech Junior am 28. März 1903 sein eigenes Unternehmen „J. L. Wisbech“ in Kopenhagen.

## Familie
Wisbech war seit dem 30. Juni 1866 mit Margrethe Hansigne Caroline (geborene Madsen; 22. Oktober 1841 – 7. Februar 1917) verheiratet, einer Tochter des Schneidermeisters Jens Madsen und Rasmine Severine Kraul, mit der er mehrere Kinder hatte.
- Maren (Marie) Elisabeth (Elise) Wisbech (14. April 1867 – 20. Juni 1882)
- Gerda Christiane Petromille Wisbech (28. April 1868 – 18. Juni 1874)
- Johannes Lauritz Wisbech (12/14. April 1870 – 21. Juli 1944) ⚭ 16. Januar 1903 mit Alma Elise Meier
- Thora Magrethe Wisbech (* 28. Dezember 1871) ⚭ Christian Christensen
- Einer Jens Peter Wisbech (1. März 1873 – 20. Mai 1920)
- Christian Wilhelm Wisbech (7. September 1874 – 3. Februar 1931)
- Helene Petronelle Wisbech (24. September 1876 – 29. Oktober 1894)
- Hildur Emilie Wisbech (5. März 1879 – 1926)
- Wilhelm Humble Wisbech (8. Februar 1885 – 25. September 1951)

## Veröffentlichungen (Auswahl)
- Wisbechs illustrerede Almanak. 1853–1939 (Jahrbuch, Inhalteübersicht [Wikisource]).
  - Adolf Langsted (Hrsg.): Wisbechs Almanak for 1888. Kopenhagen 1887 (dänisch, Textarchiv – Internet Archive – Todesanzeige).
- P. Holt: Lommebog for Landmænd. 1966–1888 (Taschenbuch für Landwirte).
- Beatus Dobt: Udvalgte fortellinger. 2. Bände, 1865 (Ausgewählte Erzählungen)